# Jean-Marie Spaeth
Pour les articles homonymes, voir Spaeth.
Jean-Marie Spaeth est un syndicaliste français né le 15 août 1945 à Faulquemont.
Il préside la Caisse nationale d'assurance maladie de 1996 à 2004.

## Biographie
Jean-Marie Spaeth naît le 15 août 1945 à Faulquemont, en Moselle.
Entré aux Charbonnages de France à quatorze ans, il milite à la Jeunesse ouvrière chrétienne (JOC), puis à la Confédération française démocratique du travail (CFDT) à compter de 1966,.
Il est président de la Caisse nationale de l'assurance vieillesse (1991-1996), puis — comme représentant de la CFDT — président du conseil d'administration de la Caisse nationale de l'assurance maladie des travailleurs salariés (CNAM), (1996-2004)[réf. souhaitée].

## Œuvres
- Dir., avec Dominique Boucher, Protection sociale : label solidarité, Paris, Montholon, coll. « CFDT Information », 1987 (ISBN 2-85465-093-X, BNF 34974662)
- La Sécu', une idée neuve : lettres à ceux qui misent sur la Sécurité sociale pour la santé de chacun, Paris, La Découverte, 1999, 123 p. (ISBN 2-7071-3060-5, BNF 37054042)

### Préfaces
- Jacques Voisard, Françoise Lavallard (dir.) et al., L'Évolution du système de santé à travers la France : population et emploi : trente ans de mutations à travers la France, Paris, La Documentation française, coll. « Population et Emploi », 1997, 195 p. (ISBN 2-11-003831-4, BNF 36190772)